# یون جین یی
یون جین یی (انگلیسی: Yoon Jin-yi؛ زادهٔ ۲۷ ژوئیهٔ ۱۹۹۰) بازیگر اهل کره جنوبی است. وی از سال ۲۰۱۲ میلادی تاکنون مشغول فعالیت بوده‌است. از فیلم‌ها یا برنامه‌های تلویزیونی که وی در آن نقش داشته‌است می‌توان به شخصیت یک مرد محترم، هلیوس و تنها عشق من  اشاره کرد.